# Tunelik w Mącznej Skale
Tunelik w Mącznej Skale, Schronisko tunelik w Mącznej Skale – jaskinia w Mącznych Skałach w Dolinie Kluczwody w granicach Wielkiej Wsi, w gminie Wielka Wieś w powiecie krakowskim, w województwie małopolskim. Pod względem geograficznym jest to obszar Wyżyny Olkuskiej wchodzący w skład Wyżyny Krakowsko-Częstochowskiej.

## Opis obiektu
Tunelik znajduje się w najbardziej na południe wysuniętej części tych Mącznych Skał, które są obiektem wspinaczki skalnej. Ma wysokość od 2,2 do 0,5 m i długość 3 m. Ku wschodowi odchodzi od niego ciasna szczelina.
Obiekt powstał w późnojurajskich wapieniach skalistych i jest pochodzenia krasowego. Jest suchy, w całości widny i nie ma własnego mikroklimatu. Na jego ścianach rozwijają się glony i mchy, pod stropem są pajęczyny.
Po raz pierwszy tunel opisany został przez Kazimierza Kowalskiego w 1951 r. jako Schronisko tunelik w Mącznej Skale Obecną jego dokumentację i plan sporządził N. Sznobert w kwietniu 2015 r.

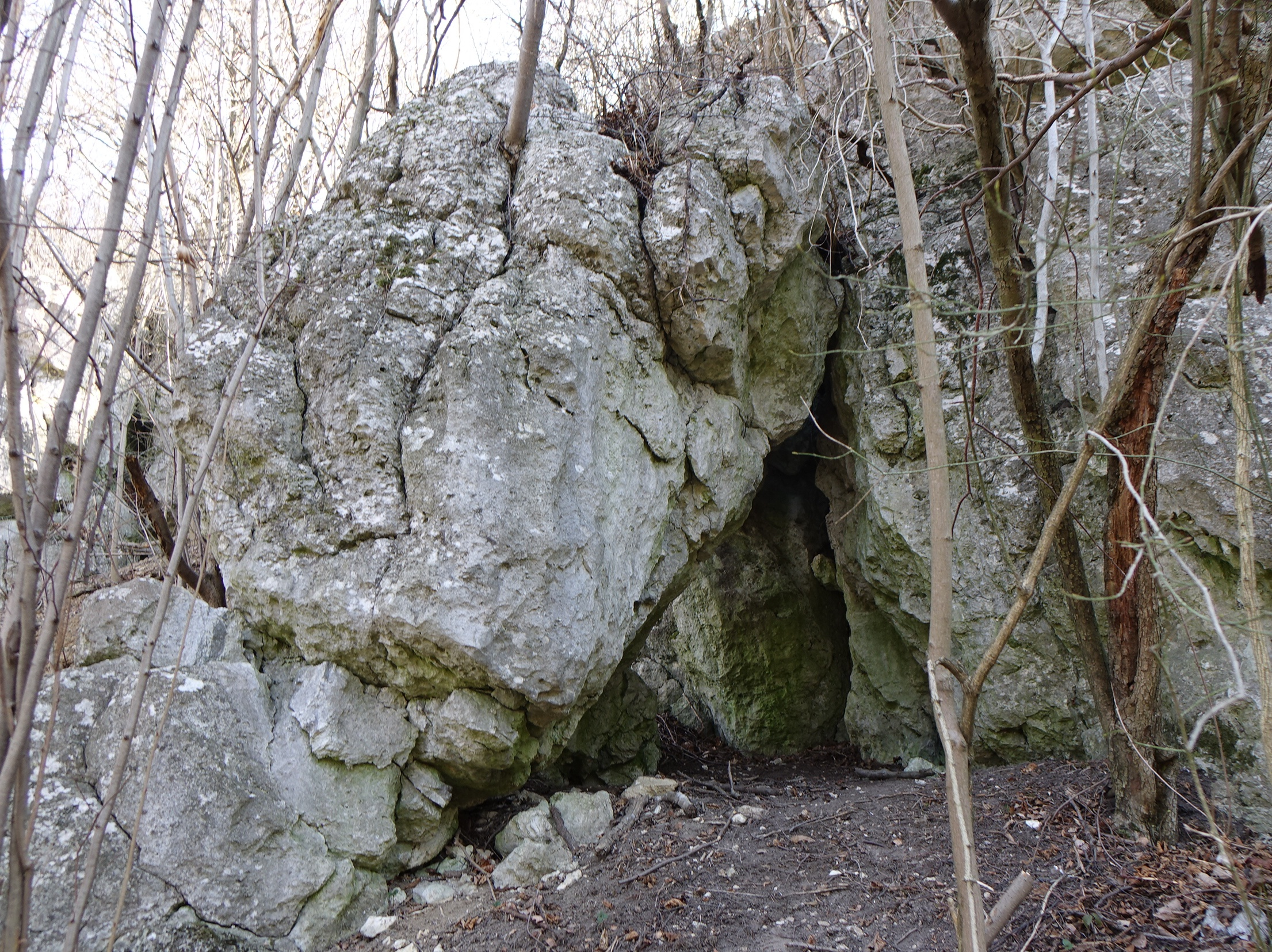
Otwór południowo-zachodni
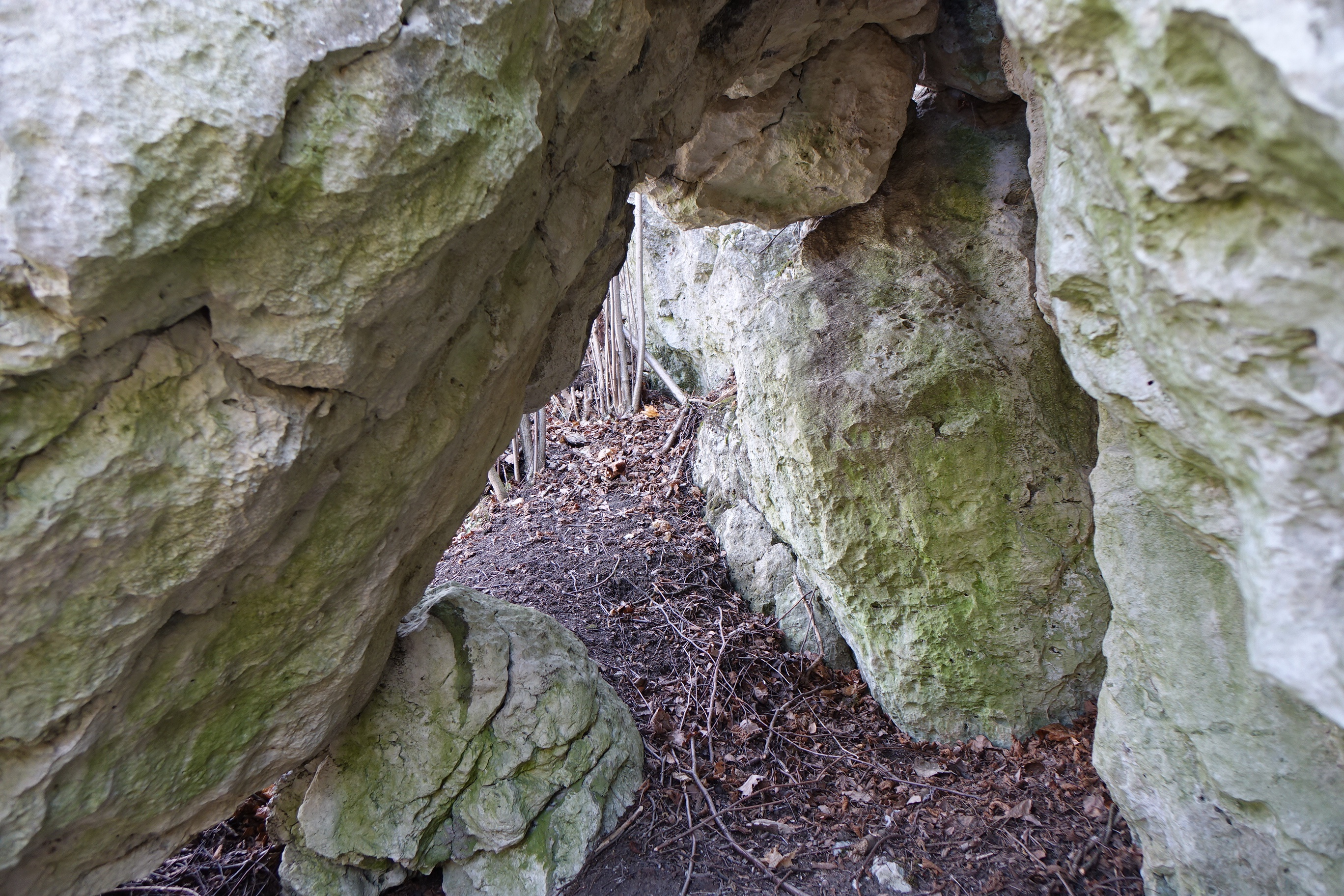
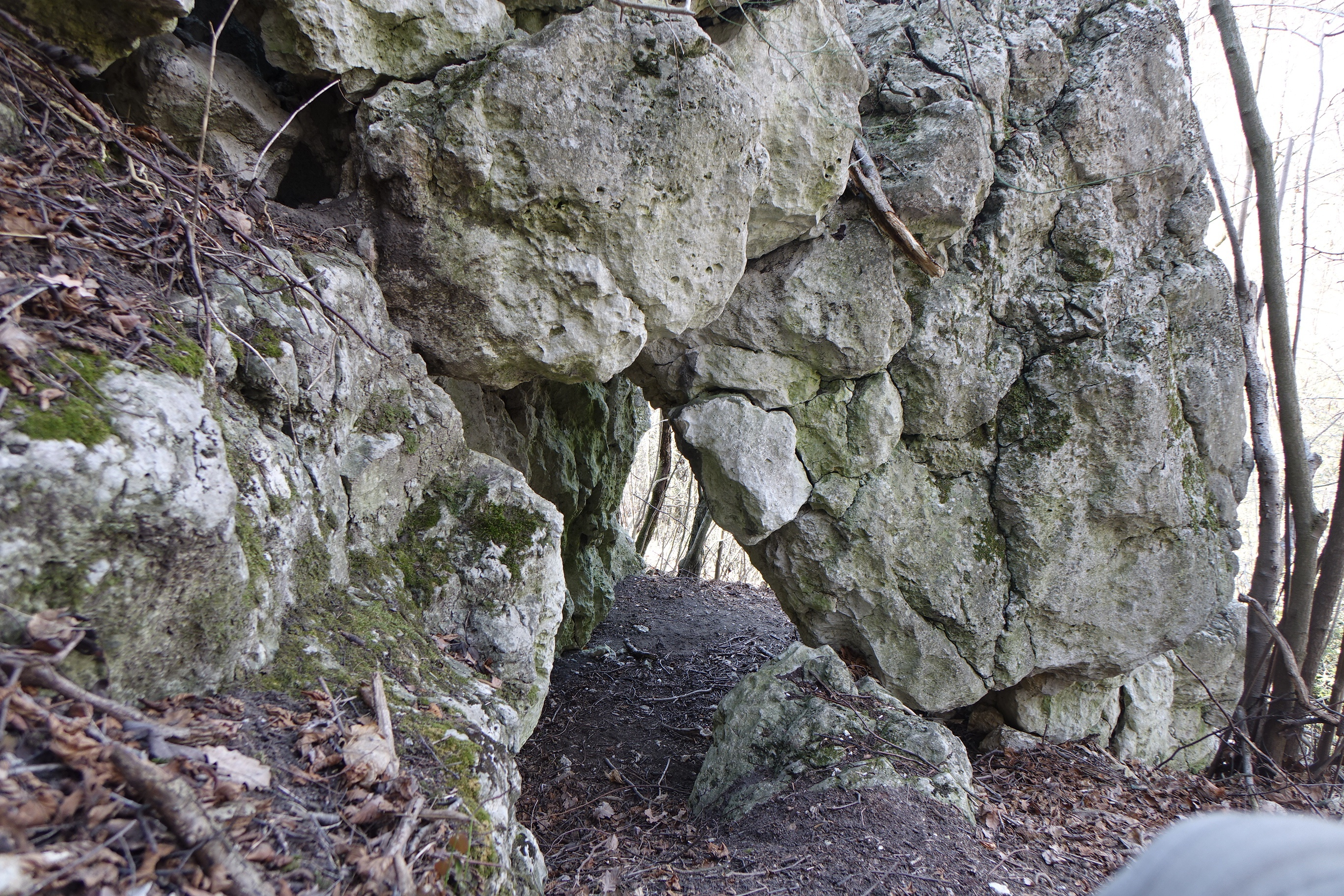
Otwór północny
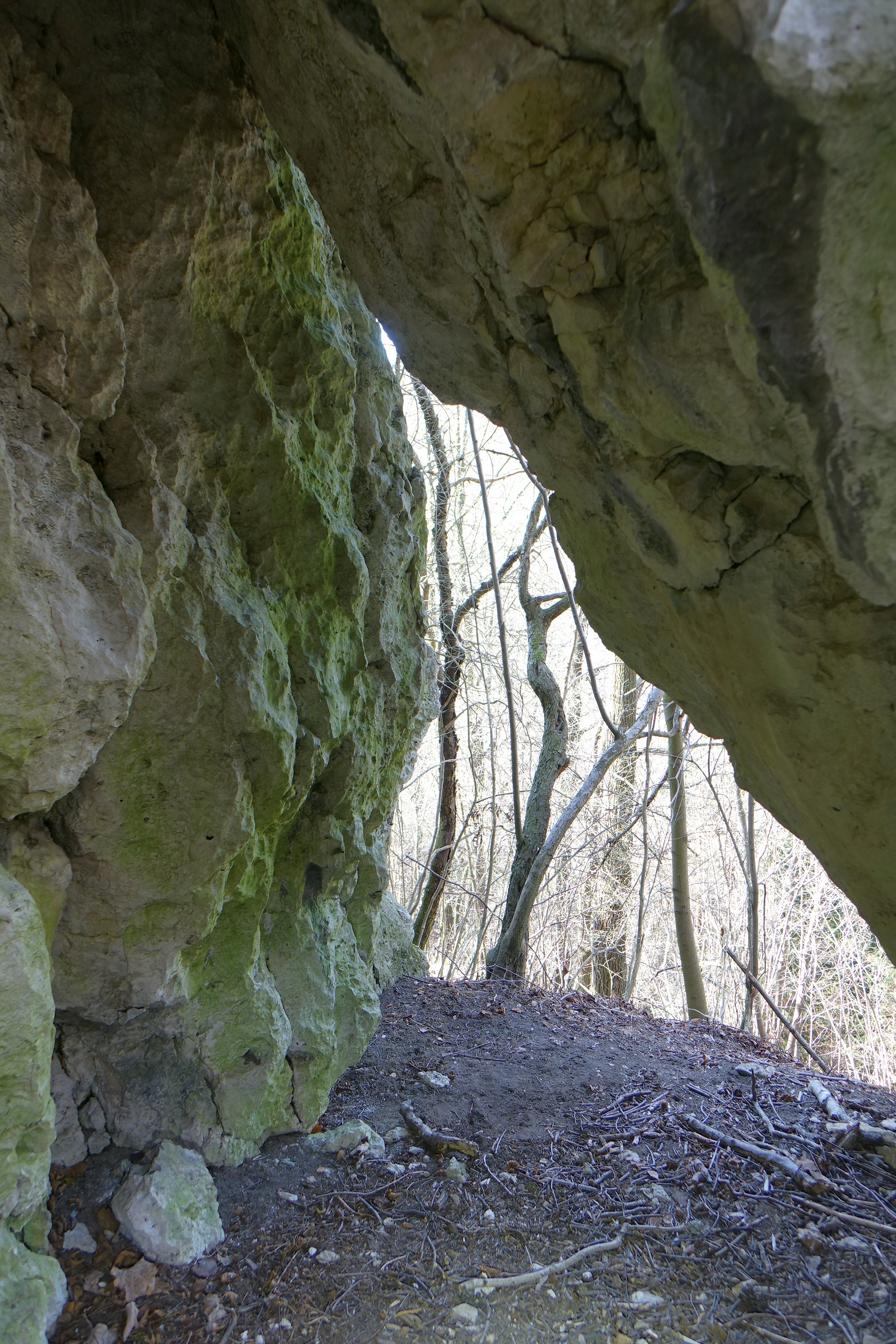